# Pływanie na Letnich Igrzyskach Olimpijskich 2016 – 4 × 100 m stylem dowolnym kobiet
4 × 100 m stylem dowolnym kobiet – jedna z konkurencji pływackich, które odbyły się podczas XXXI Igrzysk Olimpijskich w Rio de Janeiro. Eliminacje i finał miały miejsce 6 sierpnia.
Tytuł mistrzyń olimpijskich z 2012 roku obroniła reprezentacja Australii ustanawiając jednocześnie nowy rekord świata. Drugie miejsce zajęły Amerykanki, a trzecie pływaczki z Kanady.

## Terminarz
Wszystkie godziny podane są w czasie brazylijskim (UTC-03:00) oraz polskim (CEST)..
| Data            | Godzina rozpoczęcia | Godzina rozpoczęcia |            |
| Data            | UTC-03:00           | CEST                |            |
| --------------- | ------------------- | ------------------- | ---------- |
| 6 sierpnia 2016 | 15:24               | 20:24               | Eliminacje |
| 6 sierpnia 2016 | 23:24               | 4:24                | Finał      |

## Rekordy
Przed zawodami rekord świata i rekord olimpijski wyglądały następująco:
| Rekord            | Reprezentacja | Czas    | Miejsce | Data          |
| ----------------- | --- | ------- | ------- | ------------- |
| Rekord świata     | Australia · Bronte Campbell (53,15) · Melanie Schlanger (52,76) · Emma McKeon (52,91) · Cate Campbell (52,16)    | 3:30,98 | Glasgow | 24 lipca 2014 |
| Rekord olimpijski | Australia · Alicia Coutts (53,90) · Cate Campbell (53,19) · Brittany Elmslie (53,41) · Melanie Schlanger (52,65) | 3:33,15 | Londyn  | 28 lipca 2012 |

W trakcie zawodów ustanowiono następujące rekordy:
| Data       | Etap konkurencji | Reprezentacja                                                                                                   | Czas    | Rekord |
| ---------- | ---------------- | --- | ------- | ------ |
| 6 sierpnia | eliminacje       | Australia · Madison Wilson (54,11) · Brittany Elmslie (53,22) · Bronte Campbell (53,26) · Cate Campbell (51,80) | 3:32,39 | OR     |
| 6 sierpnia | finał            | Australia · Emma McKeon (53,41) · Brittany Elmslie (53,12) · Bronte Campbell (52,15) · Cate Campbell (51,97)    | 3:30,65 | ,      |

## Wyniki

### Eliminacje
| Miejsce | Wyścig | Tor | Państwo           | Zawodniczka | Czas    | Uwagi |
| ------- | ------ | --- | ----------------- | --- | ------- | ----- |
| 1.      | 2      | 4   | Australia         | Madison Wilson (54,11) Brittany Elmslie (53,22) Bronte Campbell (53,26) Cate Campbell (51,80)                                  | 3:32,39 | Q,    |
| 2.      | 2      | 5   | Stany Zjednoczone | Amanda Weir (53,60) Lia Neal (53,63) Allison Schmitt (53,72) Katie Ledecky (52,64)                                             | 3:33,59 | Q     |
| 3.      | 2      | 3   | Kanada            | Sandrine Mainville (54,17) Chantal Van Landeghem (52,90) Michelle Williams (53,73) Taylor Ruck (53,04)                         | 3:33,84 | Q,    |
| 4.      | 1      | 3   | Włochy            | Erika Ferraioli (54,91) Silvia Di Pietro (53,96) Aglaia Pezzato (53,86) Federica Pellegrini (53,17)                            | 3:35,90 | Q     |
| 5.      | 1      | 4   | Holandia          | Inge Dekker (54,75) Marrit Steenbergen (53,31) Maud van der Meer (53,88) Femke Heemskerk (54,00)                               | 3:35,94 | Q     |
| 6.      | 1      | 5   | Szwecja           | Michelle Coleman (54,39) Louise Hansson (54,69) Ida Lindborg (54,77) Sarah Sjöström (52,57)                                    | 3:36,42 | Q     |
| 7.      | 1      | 2   | Japonia           | Miki Uchida (53,93) Rikako Ikee (53,41) Misaki Yamaguchi (54,87) Yayoi Matsumoto (54,53)                                       | 3:36,74 | Q,    |
| 8.      | 2      | 2   | Francja           | Béryl Gastaldello (54,94) Charlotte Bonnet (53,16) Mathilde Cini (54,64) Anna Santamans (54,11)                                | 3:36,85 | Q,    |
| 9.      | 1      | 6   | Chiny             | Zhu Menghui (54,06) Sun Meichen (54,79) Tang Yi (54,56) Shen Duo (53,84)                                                       | 3:37,25 |       |
| 10.     | 2      | 7   | Rosja             | Wieronika Popowa (54,35) Wiktorija Andriejewa (54,45) Rozalija Nasrietdinowa (54,32) Natalija Łowcowa (54,56)                  | 3:37,68 | NR    |
| 11.     | 2      | 6   | Brazylia          | Larissa Oliveira (55,54) Etiene Medeiros (53,99) Daynara de Paula (54,81) Manuella Lyrio (55,06)                               | 3:39,40 |       |
| 12.     | 1      | 7   | Dania             | Pernille Blume (54,54) Julie Kepp Jensen (54,79) Sarah Bro (55,75) Mie Nielsen (54,37)                                         | 3:39,45 |       |
| 13.     | 2      | 1   | Hiszpania         | Fatima Gallardo Carapeto (55,84) Marta Gonzalez Crivillers (54,98) Patricia Castro Ortega (55,08) Melania Costa Schmid (54,56) | 3:40,46 | NR    |
| 14.     | 2      | 8   | Szwajcaria        | Maria Ugolkova (54,75) Alexandra Touretski (55,28) Danielle Villars (55,37) Noemi Girardet (55,62)                             | 3:41,02 | NR    |
| 15.     | 1      | 1   | Polska            | Katarzyna Wilk (55,34) Alicja Tchórz (55,01) Aleksandra Urbańczyk (55,78) Anna Dowgiert (55,30)                                | 3:41,43 |       |
| 16.     | 1      | 8   | Izrael            | Keren Siebner (55,60) Zohar Szikler (55,29) Amit Iwri (55,71) Andrea Murez (55,37)                                             | 3:41,97 | NR    |

### Finał
| Miejsce | Tor | Państwo           | Zawodniczka                                                                                         | Czas    | Uwagi |
| ------- | --- | ----------------- | --------------------------------------------------------------------------------------------------- | ------- | ----- |
| 1 !     | 4   | Australia         | Emma McKeon (53,41) Brittany Elmslie (53,12) Bronte Campbell (52,15) Cate Campbell (51,97)          | 3:30,65 | ,     |
| 2 !     | 5   | Stany Zjednoczone | Simone Manuel (53,36) Abbey Weitzeil (52,56) Dana Vollmer (53,18) Katie Ledecky (52,79)             | 3:31,89 | AM    |
| 3 !     | 3   | Kanada            | Sandrine Mainville (53,86) Chantal Van Landeghem (53,12) Taylor Ruck (53,19) Penny Oleksiak (52,72) | 3:32,89 | NR    |
| 4.      | 2   | Holandia          | Marrit Steenbergen (54,29) Femke Heemskerk (53,47) Inge Dekker (53,85) Ranomi Kromowidjojo (52,20)  | 3:33,81 |       |
| 5.      | 7   | Szwecja           | Michelle Coleman (54,19) Sarah Sjöström (52,47) Ida Marko-Varga (54,70) Louise Hansson (54,54)      | 3:35,90 |       |
| 6.      | 6   | Włochy            | Erika Ferraioli (55,21) Silvia Di Pietro (53,69) Aglaia Pezzato (53,99) Federica Pellegrini (53,89) | 3:36,78 |       |
| 7.      | 8   | Francja           | Béryl Gastaldello (54,83) Charlotte Bonnet (53,17) Mathilde Cini (54,92) Anna Santamans (54,53)     | 3:37,45 |       |
| 8.      | 1   | Japonia           | Miki Uchida (54,23) Rikako Ikee (53,98) Misaki Yamaguchi (55,11) Yayoi Matsumoto (54,46)            | 3:37,78 |       |